# Cobalt(II) perchlorat
Coban(II) perchlorat là một hợp chất vô cơ có công thức hóa học Co(ClO4)2 và là chất oxy hóa mạnh. Hợp chất cũng có thể tồn tại dưới trạng thái hexahydrat Co(ClO4)2·6H2O, và cả hai chất đều có khả năng tan tốt trong nước.

## Điều chế
Coban(II) perchlorat có thể thu được bằng cách cho cobalt(II) oxide, cobalt(II) hydroxide, coban(II) cacbonat tác dụng với acid perchloric. Dạng thu được trong trường hợp này là pentahydrat, Co(ClO4)2·5H2O, ổn định hơn so với muối niken tương ứng. Ở −21,3 °C (−6,3 °F; 251,8 K), nonahydrat Co(ClO4)2·9H2O sẽ được hình thành.

## Ứng dụng
Coban(II) perchlorat có thể được sử dụng làm chất xúc tác để xúc tác quá trình oxy hóa etylbenzen với kali persulfat để tổng hợp acetophenone một cách hiệu quả.

## Hợp chất khác
- Co(ClO4)2 còn tạo một số hợp chất với NH3, như Co(ClO4)2·2NH3·2H2O là chất rắn màu vàng, Co(ClO4)2·3NH3·xH2O (x = 0 hoặc 3) là chất rắn màu lục, Co(ClO4)2·4NH3·xH2O (x = 0 hoặc 2) là chất rắn màu dương[4], Co(ClO4)2·5NH3 là chất rắn màu tím[5] hay Co(ClO4)2·6NH3 là chất rắn màu đỏ[1], khối lượng riêng ở 25 °C (77 °F; 298 K) là 1,598 g/cm³.[5]
- Co(ClO4)2 còn tạo một số hợp chất với N2H4, như Co(ClO4)2·3N2H4 là tinh thể không màu, sẽ nổ nếu đun nóng đến khoảng 215 °C (419 °F; 488 K).[6]
- Co(ClO4)2 còn tạo một số hợp chất với CON3H5, như Co(ClO4)2·3CON3H5 là chất rắn màu lam.[7]
- Co(ClO4)2 còn tạo một số hợp chất với CS(NH2)2, như Co(ClO4)2·4CS(NH2)2 là chất rắn màu xanh dương.[8]
- Co(ClO4)2 còn tạo một số hợp chất với CSe(NH2)2, như Co(ClO4)2·4CSe(NH2)2 là tinh thể màu lục ôliu đậm, phân hủy ở 142 °C (288 °F; 415 K).[9]
- Co(ClO4)2 còn tạo một số hợp chất với CON4H6, như Co(ClO4)2·3CON4H6 là tinh thể màu đỏ nhạt-nâu, dễ nổ; mật độ khối 0,9 g/cm³.[10]